# Raymond Acevedo
Raymond „Ray“ Acevedo (* 21. Dezember 1971 in Bayamón als Ramón Enrique Acevedo Kerkadó) ist ein puerto-ricanischer Popmusiker, Sänger, Schauspieler und Visual Artist. Er war in den 1980er Jahren Mitglied der Boyband Menudo, die über ihre Bandgeschichte immer wieder Besetzungswechsel erfuhr. Vor seiner Zeit bei der Musikgruppe trat er als Solist in Erscheinung und veröffentlichte nach seinem Ausstieg in Kooperation mit anderen Interpreten eigene Musikstücke. In jüngster Zeit wirkte er vor allem in verschiedenen Low-Budget-Filmen mit.

## Leben
Acevedo wurde am 21. Dezember 1971 in Bayamón geboren. Erste Erfahrungen als Musiker sammelte er als Solokünstler. 1985 trat er der Musikgruppe Menudo bei. Gemeinsam mit seinen Bandmitgliedern von Menudo wirkte er ab 1987 in über 100 Episoden der argentinischen Seifenoper Por Siempre Amigos mit. Am 2. August 1988 gab er seinen Ausstieg bei der Band bekannt und zog in die USA. Während seiner Zeit in New York City wirkte er an Stücken verschiedener Off-Broadway-Produktionen mit. Ab 1999 schrieb und komponierte er zusammen mit Aurelio Laing III Musikstücke, die 2001 als Studioalbum namens Hidden Love im selbstgegründeten Label Afterworld Records erschienen. Ab 2007 tourte er als Teil der Gruppe Menudo La Reunion in Süd- und Mittelamerika.
Seit Mitte der 2010er Jahre wirkt Acevedo verstärkt in Fernseh- und Filmproduktionen mit. So war er unter anderen von 2016 bis 2020 in den drei Kurzfilmen Money Is the Pleasure, Self Defense und Chocolate Cake & Dirty Dishes zu sehen. Es folgten 2021 Episodenrollen in den Fernsehserien Playground Punks und Legacies. Im selben Jahr übernahm er im Tierhorrorfilm Megaboa – 20 Meter, die fressen wollen die Rolle des Rex. 2022 war er unter anderen in einer Episode der Fernsehserie NightFall, im Fernsehfilm Honey + Lemon und im Spielfilm The Last Son zu sehen. 2023 übernahm er die männliche Hauptrolle des Bithlo im Tierhorrorfilm Methgator.

## Filmografie (Auswahl)
- 1987: Por Siempre Amigos (Fernsehserie)
- 2016: Money Is the Pleasure (Kurzfilm)
- 2017: Self Defense (Kurzfilm)
- 2020: Chocolate Cake & Dirty Dishes (Kurzfilm)
- 2021: Playground Punks (Fernsehserie, Episode 1x05)
- 2021: Legacies (Fernsehserie, Episode 4x08)
- 2021: American Sicario
- 2021: Megaboa – 20 Meter, die fressen wollen (Megaboa)
- 2022: NightFall (Fernsehserie, Episode 1x01)
- 2022: The Queen’s Jewels (Kurzfilm)
- 2022: Honey + Lemon (Fernsehfilm)
- 2022: The Last Son
- 2023: Methgator

## Diskografie (Auswahl)
mit der Musikgruppe Menudo
- 1985: Menudo
- 1985: Ayer y Hoy
- 1986: Viva! Bravo!
- 1986: Refrescante
- 1986: Can’t Get Enough
- 1986: Menudo (Portuguese)
- 1987: Somos Los Hijos del Rock
- 1987: In Action
- 1987: Sons of Rock

mit Aurelio Laing III
- 2001: Hidden Love

Singles
- Addictive Love
- La Vi En Paris